# Marchew uprawna
Marchew uprawna (Daucus carota subsp. sativus) – podgatunek (lub odmiana w zależności od systemu klasyfikacyjnego) marchwi zwyczajnej z licznymi odmianami jadalnymi i pastewnymi. Pochodzi z Azji, gdzie od czasów starożytnych uprawiana była marchew czarna (var. atropurpurea), która w średniowieczu trafiła do uprawy także w Europie. Tu wyhodowano liczne inne odmiany, o korzeniu białym i zwłaszcza pomarańczowym, które z czasem wyparły w uprawie pierwotny typ fioletowy.

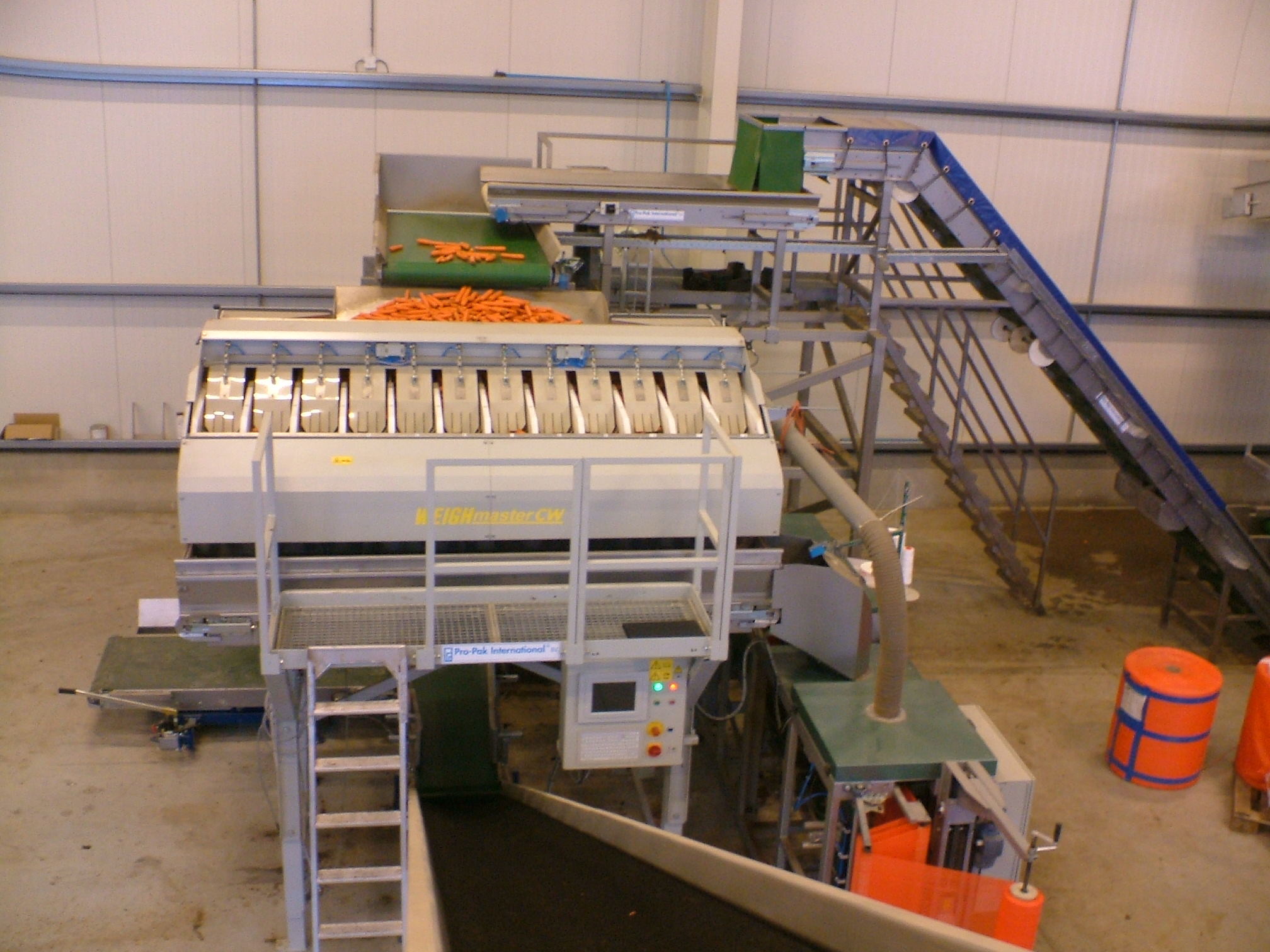
Maszyna do ważenia i pakowania marchwi